# Curtiss P-40 Warhawk
Curtiss P-40 Warhawk byl americký jednomotorový, jednomístný, celokovový stíhací a bitevní letoun, který poprvé vzlétl v roce 1938. Konstrukce P-40 vycházela z předchozího typu Curtiss P-36 Hawk. Warhawk byl používán většinou spojeneckých sil během druhé světové války a v první linii zůstal až do konce války. Po strojích North American P-51 Mustang a Republic P-47 Thunderbolt to byl třetí nejvyráběnější americký stíhač druhé světové války; do listopadu 1944, kdy byla výroba P-40 zastavena bylo vyrobeno 13 738 ks a to vše v hlavním výrobním zařízení firmy Curtiss-Wright Corporation ve městě Buffalo.

## Vývoj

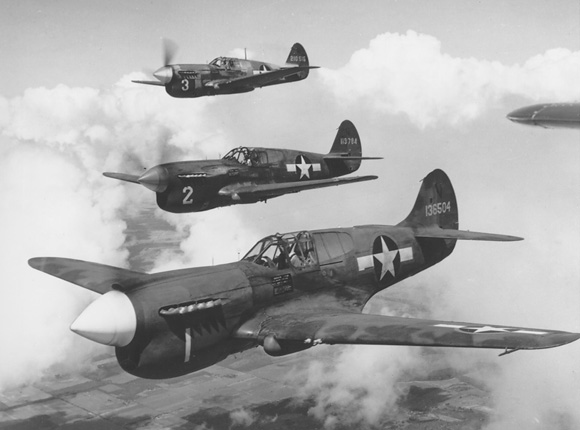
Odshora: P-40 F/L, P-40K Warhawk

Americký letoun P-40 (tovární označení Hawk 81) byl přímým nástupcem letounu Curtiss P-36 Hawk, ze kterého konstrukčně velmi vycházel. Prakticky se jednalo týž drak, opatřený novým, kapalinou chlazeným vidlicovým dvanáctiválcem Allison V-1710-33 (tovární označení V-1710-C15), na rozdíl od původního hvězdicového motoru Wright. Tato modifikace výrazně změnila siluetu i letové vlastnosti letadla. Jeho konstrukce byla již poměrně zastaralá, ale protože v roce 1939 byl okamžitě k dispozici, získala firma Curtiss od armádního letectva (USAAC) objednávku na sériovou výrobu. Letouny si objednala také Francie, ale dříve, než dorazily do Evropy, francouzská armáda kapitulovala. Proto si je převzala Velká Británie, která je zařadila do výzbroje pod názvy Tomahawk I, IA a IIA. Letouny bojovaly zejména na méně exponovaném bojišti v severní Africe, kde odvedly mnoho užitečné práce. Americkou armádou převzaté stroje tvořily protivzdušnou obranu Havaje a zde se také střetly s Japonci. Mimo armádu USA a Velké Británie sloužily P-40B a P-40C také v SSSR a Číně. Celkem bylo postaveno 1700 kusů letounu P-40 Tomahawk. Bohužel typ Hawk 81 se vyznačoval pro tehdejší americké stíhací letouny společnými charakteristikami — vesměs slabou výzbrojí, nízkými výkony (alespoň na období let 1940-1941), slabou či úplně chybějící pasivní ochranou (tj. pancéřováním a samosvornými obaly nádrží) a ve výškách nad 5000 metrů rychle klesajícími výkony. Tyto vlastnosti spojovaly jak ve Francii v roce 1940 bojující stroje P-36 (Curtiss Hawk 75), tak i novější typy Bell P-39C a D či Curtiss P-40B a C.
Firma Curtiss se snažila svá letadla průběžně modernizovat, ale ta stále zůstávala o krok zpět za výkony svých soupeřů. V květnu 1941 byly zahájeny dodávky nové verze P-40D (Hawk 87), což byl v roce 1940 připravovaný značně přepracovaný P-40 s teprve chystaným výkonnějším motorem Allison V-1710-39. Stroj měl vedle silnějšího motoru (nahrazujícího Allison V-1710-33) dostat i silnější výzbroj, pasivní ochranu a také byl aerodynamicky zjemněn (od typu Hawk 81 přebírá konstrukci křídla a ocasních ploch, ovšem trup byl výrazně přepracován, nyní měl poněkud zmenšený čelní průřez, a také dostal nový podvozek). Britové novou verzi objednali již v květnu 1940 (560 strojů s novým označením Kittyhawk I), dávno předtím než byl postaven byť jediný stroj (USAAC novou verzi objednalo až v září 1940). Nová verze měla přece jen vyšší bojovou hodnotu než Hawk 81 (P-40B a P-40C). Na P-40D ihned navázala výroba verze P-40E, která se od předchozí na první pohled liší jen zesílenou výzbrojí — je vyzbrojena šesti kulomety M2 ráže 12,7 mm umístěných v křídle, na rozdíl od čtyř zbraní stejného typu u „Déčka“ (zesílení výzbroje americké armádní letectvo požadovalo ještě před zahájením sériové výroby P-40D, v únoru 1941; těch nakonec Američané odebrali pouze 22 kusů, další byly již P-40E, kterých firma Curtiss na základě objednávek amerického letectva postavila 2320, a to jak pro USAAC tak i na export v rámci Zákona o půjčce a pronájmu).
Curtiss P-40K vznikl v roce 1942 na základě verze P-40E náhradou motoru Allison V1710-39 (tovární označení V-1710-F3R) podstatně výkonnějším motorem Allison V-1710-73 (V-1710-F4R). Silnější motor ovšem vyvolával problémy se směrovou stabilitou při startu. Nejjednodušším řešením bylo zvětšení kýlové plochy s krátkým přechodem do trupu. Takto upravených bylo prvních 800 vyrobených P40K-1 a P40K-5. U dalších 500 strojů série K-10 a K-15 byl tento problém vyřešen stejně jako u P-40F s Merlinem prodloužením zadní části trupu a posunutím svislé ocasní plochy o 0,508 m.
Verzí vznikla ještě celá řada, byly vyráběny verze P-40D až P-40N, přičemž stroj dostal bojový název Warhawk, ve Velké Británii Kittyhawk. Nejrychlejšími ze všech sériově vyráběných Warhawků byla první série P-40N, které se dostaly přes 600 km/h (ovšem vzhledem k tomu, že pro stíhací úkoly v té době USAAF mělo mnohem vhodnější stroje, a P-40N byl postupně stále více nasazován v roli stíhacího bombardéru, stroje pozdějších sérií opět dostávají standardní výzbroj šesti kulomety ráže 12,7 mm a byly zavedeny i další změny, které sice znamenaly opětovný nárůst hmotnosti stroje a tedy i pokles výkonů, ale to v této roli již nehrálo podstatnou roli). Po dokončení 400 strojů v provedení Curtiss P-40N-1-CU se stroj vrací zpátky ke standardní výzbroji šesti půlpalcových kulometů v křídle, s celkovou zásobou munice 1686 nábojů, a s možností nést až tři pětisetliberní (227kilogramové) pumy na závěsnících pod trupem a křídlem.
Vůbec nejvýkonnější byly stroje verze XP-40Q, ta ovšem již nebyla zavedena do sériové výroby a zůstalo pouze u trojice prototypů, sice výkonného ale pro USAAF již nezajímavého typu — konkurence již zavedených a široce používaných typů Lockheed P-38 Lightning, Republic P-47 Thunderbolt a North American P-51 Mustang byla příliš silná, jimi dosahované výkony byly přinejmenším srovnatelné s XP-40Q, a stávající typy plně postačovaly k plnění úkolů na hlavních bojištích. Firma Curtiss tak již neměla nejmenší šanci typ P-40 znovu prosadit do popředí zájmu — Warhawk již jen dosluhoval jako stíhací bombardér na vedlejších bojištích. Bojově byly použity v severní Africe, v Pacifiku, nad Aleutskými ostrovy a v Sovětském svazu. P-40 verzí D-N bylo vyrobeno přes 12 tisíc kusů.

## Bojové nasazení

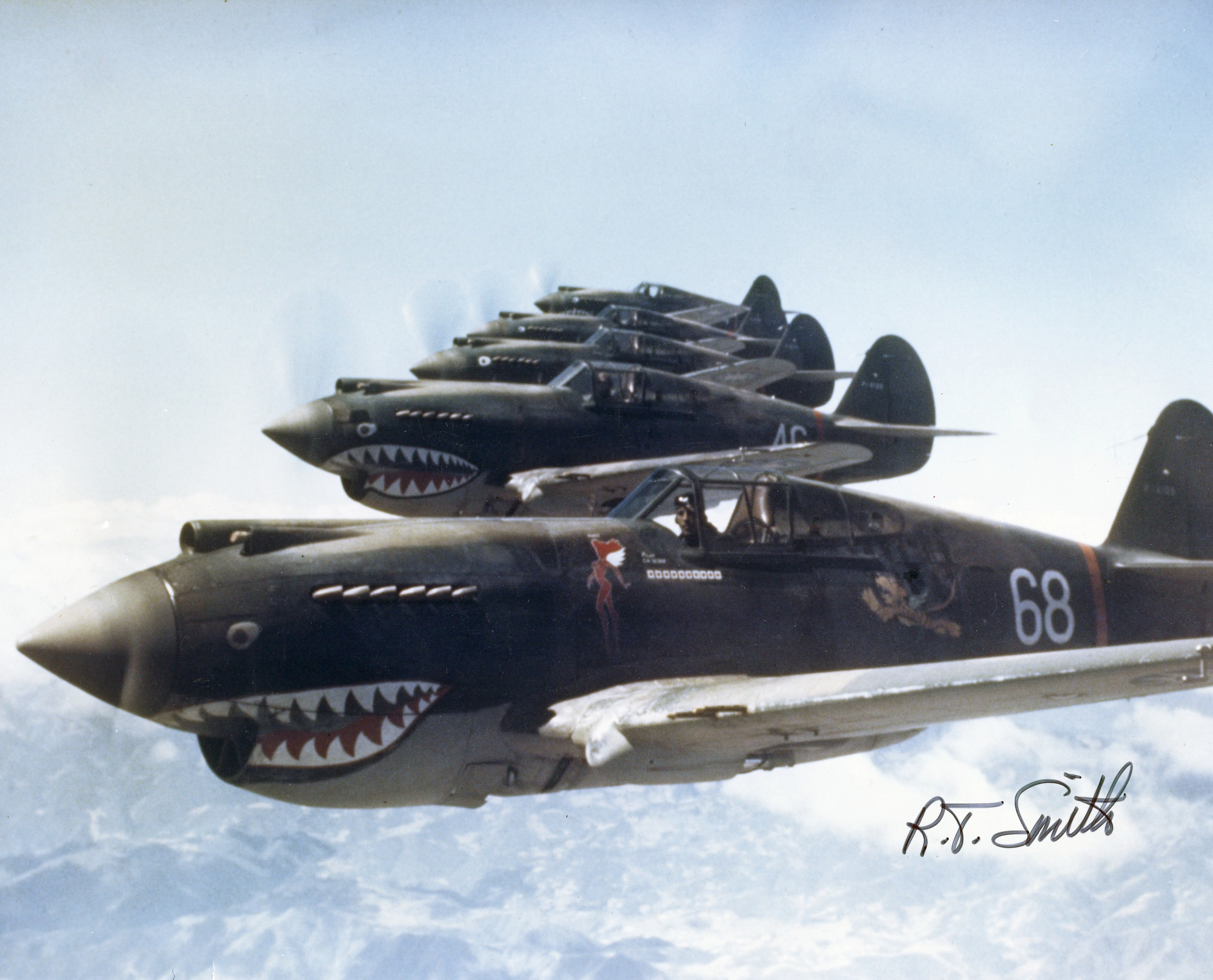
Létající tygři nad Čínou, vyfoceno v roce 1942 pilotem Robertem T. Smithem

Nejznámější epizodou v historii letadla bylo jeho užití u americké dobrovolnické jednotky Flying Tigers, která bojovala proti Japoncům v Číně. Dobrovolníci byli placeni čínskou vládou - od 600 do 750 dolarů měsíčně podle hodnosti a za každý sestřelený japonský letoun dostávali odměnu v hodnotě dalších 500 dolarů. Vytvořili legendu, kterou americký tisk pečlivě pěstoval. Letci opatřili své P-40 a P-40E žraločími tlamami vyvedenými na chladičích, což se stalo typické pro tyto stroje. Letadla P-40 se vůbec výrazně podílela na vítězství spojenců na asijsko-pacifickém bojišti, ačkoliv nikdy nepatřila k absolutní špičce a jejich ztráty byly poměrně vysoké.
Dá se rovněž říci, že nemenší proslulost získala i britská 112. peruť RAF bojující v severní Africe, která se stala patrně neméně proslulou díky obdobné ozdobě jako „Flying Tigers“ — žraločími zuby (ostatně Britové tuto ozdobu použili dříve než Američané v Číně). Ovšem nemenší proslulost typu P-40 v RAF získala řada es, mj. můžeme jmenovat velitele 112. perutě, kterým byl australský S/Ldr Clive Robertson „Killer“ Caldwell, jehož celkové „skóre“ představuje 28½ potvrzeného sestřelu (létal mj. i u 250., 452. a 457. perutě). Později dosáhl hodnosti (acting) Group Captain, postupně byl vyznamenán DSO, DFC & Bar.
Méně výraznou, byť důležitou stopu, zanechaly letouny rodiny P-40 na východní frontě. Sovětský svaz odebral v rámci programu Lend-Lease takřka 2500 kusů různých verzí a vyzbrojil jimi několik útvarů. Mnoho letců se v jejich kabinách stalo esem, případně si vysloužilo titul Hrdiny SSSR. Na druhou stranu ztráty Tomahawků a Warhawků zde byly překvapivě nízké a jen omezené možnosti použití P-40, dané především určitými nedostatky v konstrukci, zabránily dosáhnout výraznějších úspěchů.

## Technická data P-40E

Curtiss P-40E

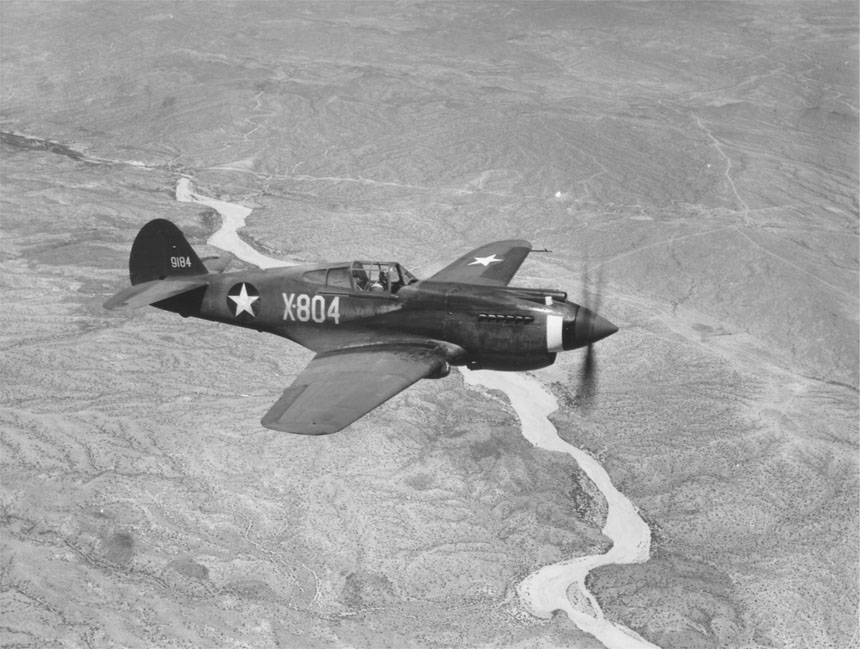
P-40B, X-804 (s/n 39-184)

- Pohonná jednotka: motor Allison V-1710-39
- Výkon motoru:
  - vzletový 1150 hp (857,5 kW)
  - bojový 1490 hp (1111 kW) ve výšce 1311 m
- Rozpětí: 11,38 m
- Délka: 9,50 m
- Výška: 3,22 m
- Nosná plocha: 21,92 m²
- Hmotnost prázdného letounu: 2880 kg
- Vzletová hmotnost normálně: 3755 kg
  - s přetížením: 4173 kg
- Maximální rychlost:
  - 539 km/h ve výšce 1524 m
  - 555 km/h ve výšce 3048 m
  - 570 km/h ve výšce 4572 m
- Cestovní rychlost ve výšce 1524 m: 476 km/h
- Dostup: 8839 m
- Čas výstupu do výšky:
  - 1 minuta do 640 m
  - 11,5 minuty do 6096 m
- Dolet: 1126 km
- Dolet (s přídavnou nádrží): 2414 km
- Výzbroj:
  - šest kulometů M2 Browning ráže 12,7 mm se zásobou 1686 nábojů (2×312, 2×291 a 2×240 nábojů)
  - až tři 227kg pumy

## Technická data P-40F-5-CU

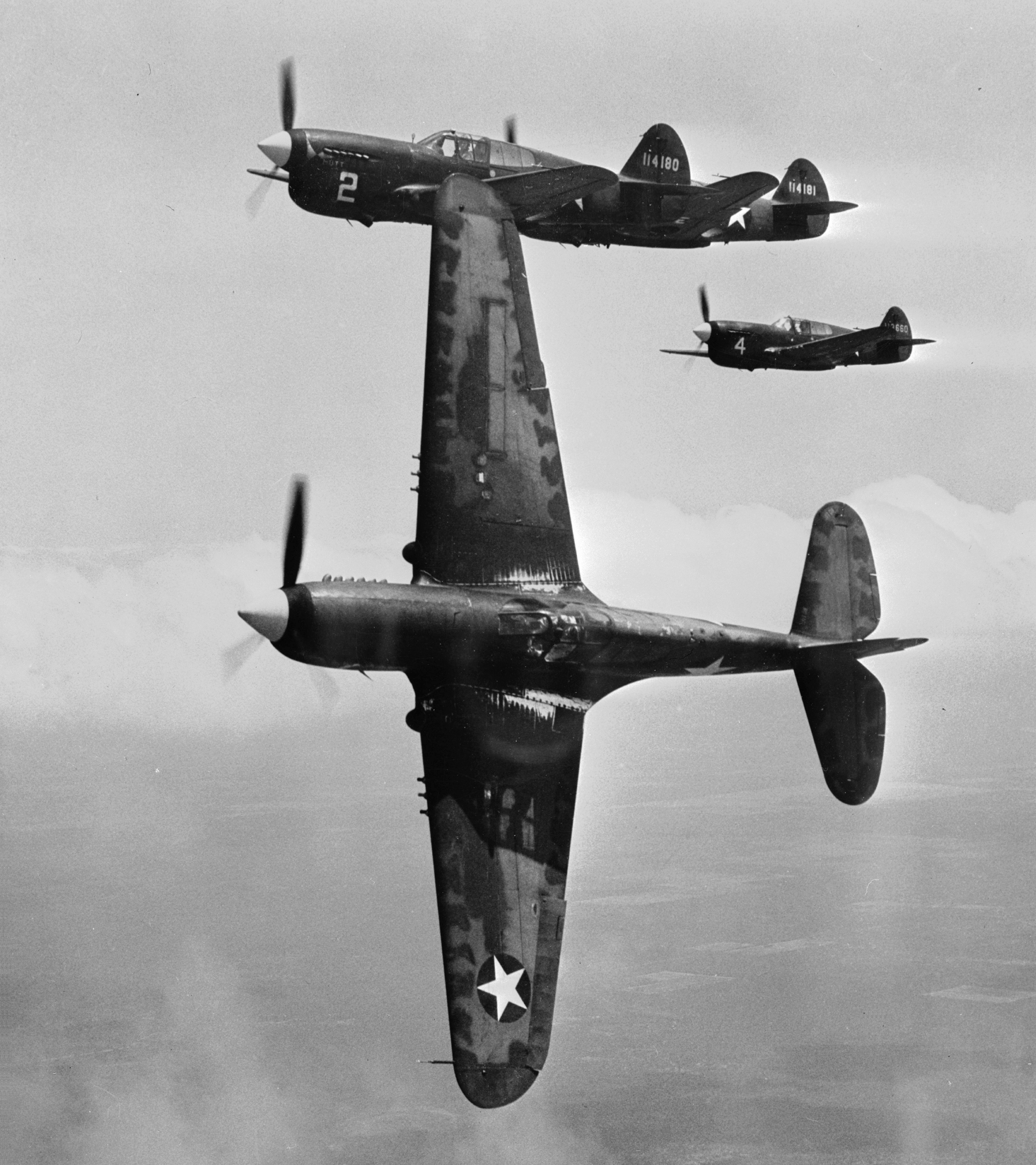
Curtiss P-40F, 1943

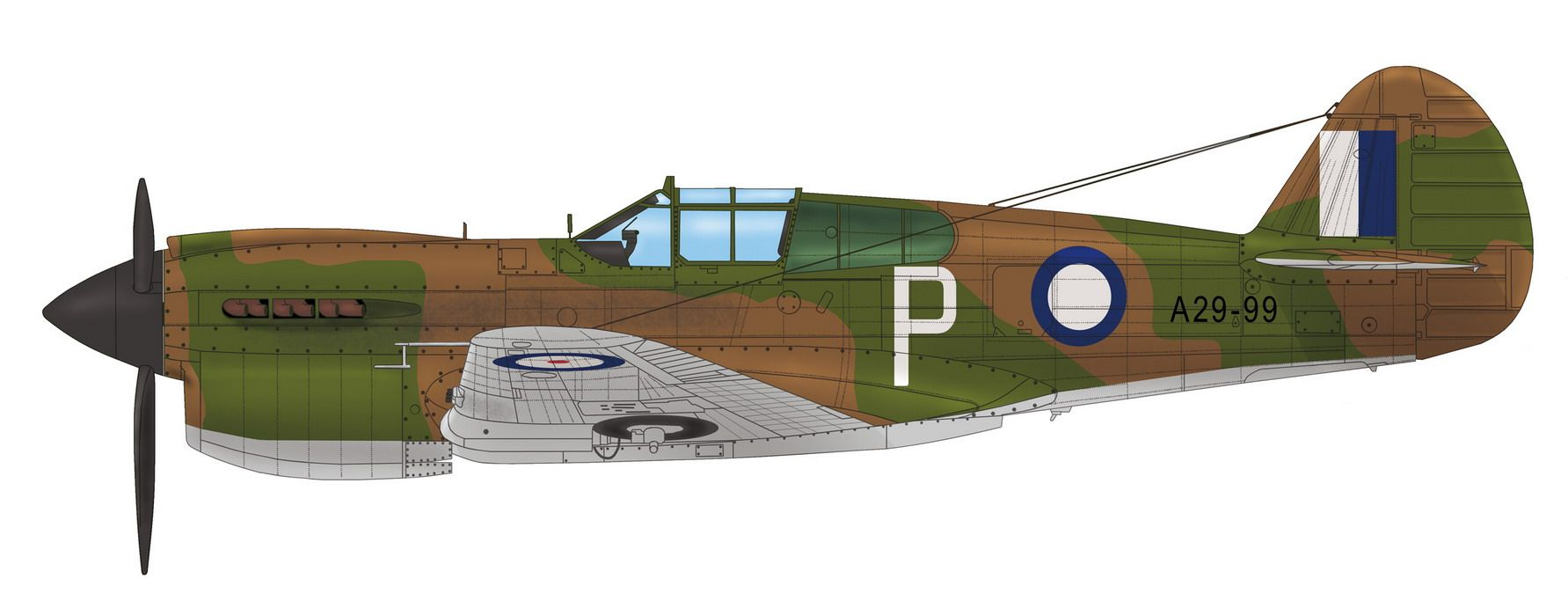
Curtiss Kittyhawk Mk.IA od 75. perutě RAAF, na kterém v srpnu 1942 létal F/O Geoff Atherton na Nové Guineji

- Pohonná jednotka: vidlicový kapalinou chlazený dvanáctiválec, přeplňovaný jednostupňovým dvourychlostním odstředivým kompresorem Packard V-1650-1
- Výkon motoru:
  - vzletový 1300 hp (969 kW)
  - bojový 1120 hp (835 kW) ve výšce 5639 m
- Rozpětí: 11,38 m
- Délka: 10,16 m
- Výška: 3,22 m
- Nosná plocha: 21,92 m²
- Hmotnost prázdného letounu: 2989 kg
- Vzletová hmotnost normálně: 3856 kg
  - s přetížením: 4241 kg
- Maximální rychlost:
  - 515 km/h ve výšce 1524 m
  - 547 km/h ve výšce 3048 m
  - 566 km/h ve výšce 4572 m
  - 586 km/h ve výšce 6096 m
- Cestovní rychlost ve výšce 4572 m: 534 km/h
- Dostup: 10 485 m
- Čas výstupu do výšky:
  - 4,5 minuty do 3048 m
  - 11,6 minuty do 6096 m
- Dolet: 965 km
- Dolet (s přídavnou nádrží): 2414 km
- Výzbroj:
  - šest kulometů M2 ráže 12,7 mm s celkovou zásobou munice 1686 nábojů
  - až tři 227kg pumy

## Technická data P-40N-1-CU (v závorce data P-40N-5-CU)

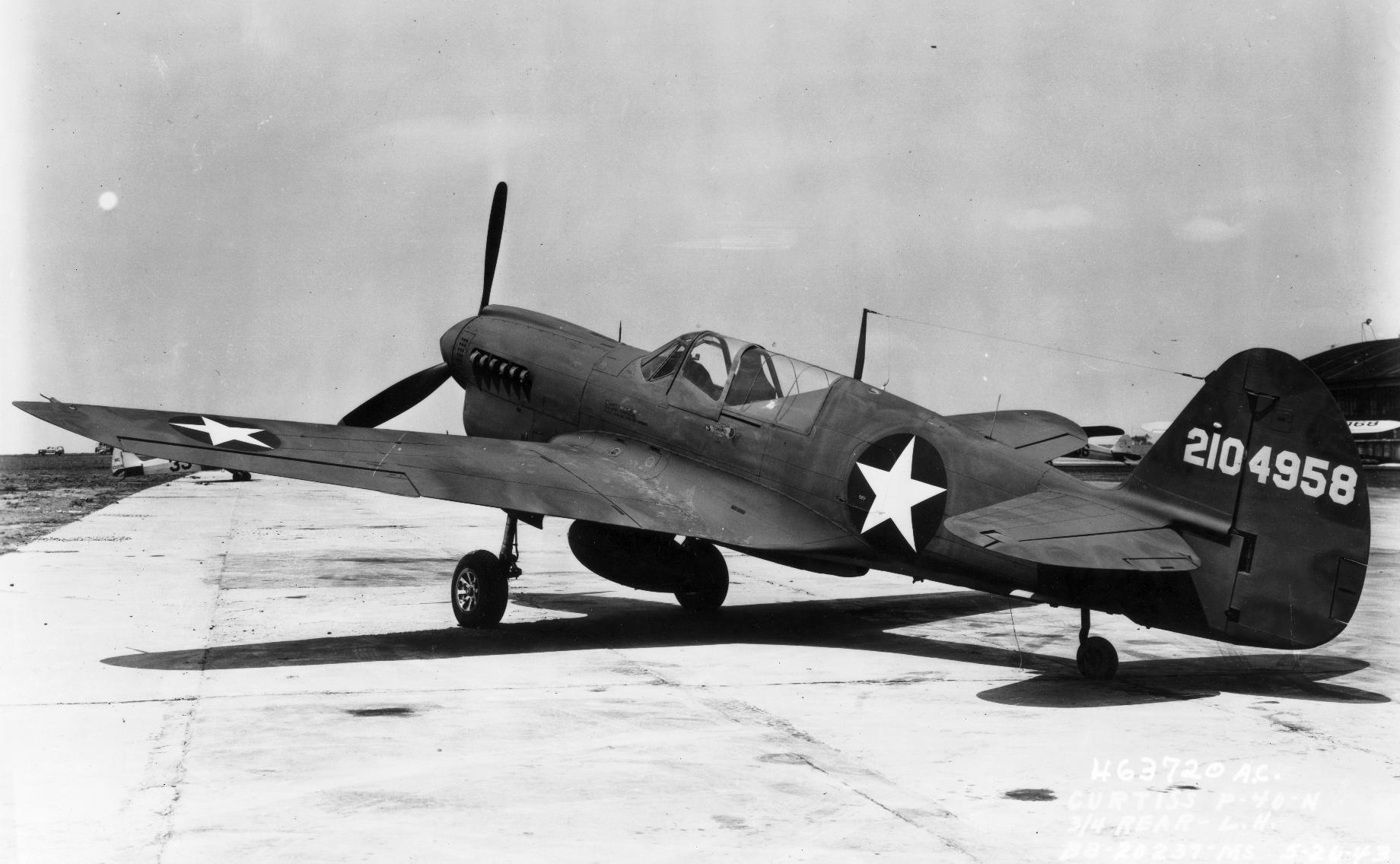
Curtiss P-40N

- Pohonná jednotka: 1x motor Allison V-1710-81
- Výkon motoru:
  - vzletový 1200 hp (895 kW)
  - bojový 1410 hp (1051 kW) ve výšce 2896 m
- Rozpětí: 11,38 m
- Délka: 10,16 m
- Výška: 3,22 m
- Nosná plocha: 21,92 m²
- Hmotnost prázdného letounu: 2722 kg (2812 kg)
- Vzletová hmotnost normálně: 3356 kg (3787 kg)
  - s přetížením: 4014 kg (5171 kg)
- Maximální rychlost: 608 km/h ve výšce 3200 m (563 km/h v 4998 m)
- Cestovní rychlost: 463 km/h (466 km/h)
- Dostup: 11 582 m (9448 m)
- Čas výstupu do výšky 4572 m: 6,7 minuty (4267 m za 7,3 min.)
- Dolet (s 227 kg pumou): 386 km (547 km)
- Dolet (s přídavnou nádrží): 2253 km (4988 km)
- Výzbroj: čtyři kulomety M2 ráže 12,7 mm, 227 kg puma (šest kulometů M2, tři 227kg pumy)

## Technická data XP-40Q

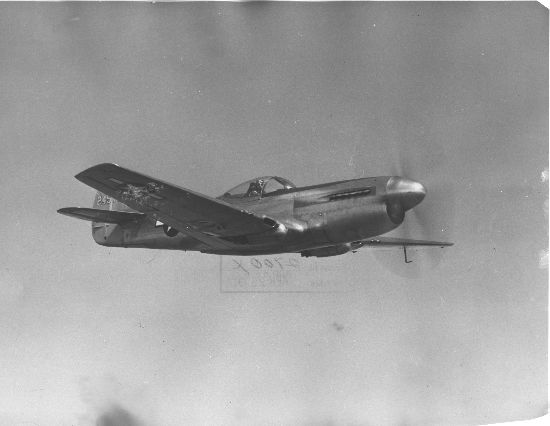
Prototyp XP-40Q

- Pohonná jednotka: 1x motor Allison V-1710-121
- Výkon motoru:
  - vzletový 1425 hp (1063 kW)
  - bojový 1700 hp (1268 kW) ve výšce 7924 m
- Rozpětí: 10,744 m
- Délka: 10,769 m
- Vzletová hmotnost: 4082 kg
- Maximální rychlost: 679 km/h ve výšce 6248 m
- Dostup: 11 887 m
- Čas výstupu do výšky 6096 m: 4,8 minuty
- Výzbroj: čtyři kulomety M2 ráže 12,7 mm